# Zeke Kinski
Ezekiel "Zeke" Kinski, es un personaje ficticio de la serie de televisión australiana Neighbours, interpretado por el actor Matthew Werkmeister del 22 de agosto del 2005 hasta el 11 de marzo del 2011. Matthew regresó a la serie el 7 de abril del 2014 y su última aparición fue el 16 de abril del mismo año.

## Antecedentes
Zeke es el inseguro, nervioso pero inteligente hijo de Alex Kinski y Francesca Sangmun, sus hermanas mayores son Katya y Rachel Kinski. Zeke y Rachel fueron educados en casa por sus padres y llevaron una vida protegida hasta que ambos se inscribieron a Erinsborough High. En el caso de su hermana mayor Katya, esta fue expulsada de casa después de la muerte de su madre en el 2000 por lo que Zeke no había tenido mucho contacto con ella. 
Zeke es muy buen amigo de Ringo Brown, Donna Freedman, Declan Napier, Kate Ramsay & de la fallecida Bridget Parker. Actualmente asiste a la Universidad de Economía en Londres.

## Biografía
En el 2005 cuando después de llegar a Ramsay Street su padre pronto comenzó una relación con Susan Kennedy, junto a su padre y hermana se mudaron con ella. Poco después Alex y Susan se casaron después de que Alex descubriera que tenía leucemia terminal, sin embargo el matrimonio no duró ya que Alex murió pocas horas después de la boda.
Ese mismo año su hermana mayor, Katya llegó a Erinsborough y trató de pelear la custodia de sus hermanos, llevándoselos a vivir con ella. Sin embargo más tarde Zeke y Rachel regresaron a vivir con Susan. 
Zeke comenzó a salir con Bree Timmins sin embargo decidieron terminar ya que se dieron cuenta de que no eran el uno para el otro. Luego salió por un tiempo con Lolly Allen, pero esta tampoco duró ya que Lolly decidió irse a vivir con su padre biológico y hermanos, lo que dejpo a Zeke molesto. Junto a Katya, Toadfish Rebecchi, Stephanie Scully y Charlie Hoyland, Zeke fue mantenido como rehén por Guy Sykes, sin embargo cuando Zeke lo distrajo pegándole con un libro, Toadfish forcejeó con él y todos pudieron escapar. 
En el 2007 Katya se fue para trabajar como enfermera en un equipo de fútbol y Susan volvió a casarse con su exmarido Karl Kennedy, sin embargo decidió mantener el apellido de Kinski para demostrárles a Zeke y Rahcel que la relación que tenía con ellos no iba a cambiar. Poco después y con el consentimineto de Zeke y Rachel, Susan cambió su apellido de Kinski a Kennedy.
Cuando el padre de Karl, Tom Kennedy se mudó con ellos, Zeke rápido formó una fuerte relación con él, por lo que se molestó cuando Karl y Susan decidieron llevar a Tom a un asilo en donde pudieran tratarlo mejor debido a que se les hacía muy difícil cuidarlo por su demencia, finalmente Zeke aceptó la decisión después de ver que Tom era muy feliz en el asilo y lo cuidaban. 
Ese mismo año comenzó a salir con Taylah Jordan, mientras estaban con sus amigos celebrando una fiesta ilegal quedaron atrapados en el almacén cuando este se derrumbó, sin embargo cuando Karl llegó para ayudar a su hija Libby primero, Zeke sintió que nadie lo elegiría de primero en una situación de emergencia porque quedaban muy pocos miembros de su familiar biológica vivos. Para empeorar las cosas el padre de Taylah, Brad Jordan le prohibió a Zeke acercarse a su hija y cuando lo descubrió durmiendo en la habitación de Taylah, decidió mandar a su hija lejos. 
En el 2008 cuando Zeke comenzó a salir con un nuevo grupo de amigos integrado por Justin Hunter y Kyle Canning su conducta cambió; la escuela decidió hacer un viaje y cuando Zeke, Libby y Bridget Parker se encontraba en una balsa esta se volcó y desapareció, Bridget y Libby fueron encontradas a salvo, sin embargo no se encontró ningún rastro de Zeke solo su chaqueta y su casco dañado. Rachel tomó muy mal la desaparición de Zeke y le echó la culpa a Libby, sin embargo luego se arreglaron. Susan, Libby, Karl y Rachel se vieron obligados a aceptar que Zeke no iba a volver y poco después se celebró un memorial en el General Store en su honor. 
Mientras buscaban una historia Lucas Fitzgeral y Elle Robinson encontraron un dibujo de Zeke en un puesto propiedad de Phil Andrews, cuando le preguntaron si lo conocía este dijo que no; Elle no creyó en lo que Phil dijo por lo que ilegalmente entró a su casa en donde encontró una camiseta que le pertenecía a Zeke, cuando Elle regresó a poner la camiseta en su lugar descubrió que el lugar había sido vaciado, sospechando que algo andaba mal, le contó todo a Susan, quien inmediatamente llamó al sargento Rick Lawson, cuando fueron a investigar un amigo de Phil les contó que su hijo Trent y su esposa habían muerto en un accidente automovilístico, cuando por fin encontraron a Phil este negó conocer a Zeke.
Cuando Susan y Karl regresaron a la casa descubrieron que Zeke estaba vivo y que creía que Phil era su padre ya que este le había hecho creer que era Trent su hijo.
Poco después a Zeke se le diagnosticó que sufría de fuga disociativa y no recordaba nada antes del accidente, sin embargo comenzó a recordar poco a poco cuando vio a su hermana Rachel en el hospital. Luego descubrieron que también sufría de ansiedad causada por el accidente y por haber sido secuestrado.
Zeke encontró una estación de radio llamada PirateNet y decidió unirse como DJ, decidió convertirse en "Lost Boy" y pronto varios adolescentes comenzaron a escucharlo. Cuando Sunny Lee llegó a la calle Ramsay en el 2009 se sintió avergonzada por el Lost Boy por lo que decidió descubrir quién era en realidad. Poco después Libby y Daniel Fitzgerald descubrieron quien era en realidad Lost Boy y en su última emisión cuando Zeke hablaba con Donna reveló su verdadera identidad.
Sunny comenzó a sentirse atraída por Zeke y durante un campamento de teatro se quedaron encerrados en un armario y se besaron, ambos decidieron ir despacio con su relación y no apresurar las cosas. Cuando asisten al festival de música juntos, Sunny corre hacia el monte y cae por un barranco cuando Zeke la encuentra y trata de ayudarla también cae en él y tiene un ataque de ansiedad, más tarde ambos son encontrados por Declan Napier y Lucas.
En septiembre del mismo año Robin Hester se presentó en la casa de los Kennedy con el pretexto de entrevistar a Karl. Cuando este le dijo a Susan que no tenpia muchos amigos ella decidió presentárselo a Harry Ramsay quien rápido se los presentó a los otros adolescentes. Pronto Zeke descubrió que Robin se sentía atraído por Sunny por lo que trató de mantenerlo alejado de ella. Más tarde mientras se encontraban en el General Store Zeke atacó a Robin enfrente de Susan, quien pensó que sus trastorno de ansiedad había regresado.
Luego Robin encerró a Zeke en un almacén en PirateNet, para que así el pudiera pasar más tiempo a solas con Sunny; cuando Robin y Sunny llegaron a la estación para ver si Zeke estaba ahí, Robin pretendió que había encontrado la llave del almacén y cuando abrió la puerta Zeke lo atacó de nuevo, asustando a Sunny.
Más tarde Zeke se disculpó con Sunny, quien le dijo que estaba en lo cierto con respecto a Robin y planearon un plan para confrontarlo en Charlie's, por lo que Sunny lo llamó y le dijo que ella y Zeke habían terminado y le pidió que la encontrara en Charlie's, cuando Robin llegó le confesó a Sunny que él había encerrado a Zeke en el almacén, cuando intentó besar a Sunny, Zeke apareció y le dijo a Robin que se alejará de él y de sus seres queridos. molestó por lo que le hicieron pasar Sunny y Zeke, Robin fue a la estación y destruyó el estudio de Zeke, quien al descubrirlo lo encerró y llamó a la policía, quienes luego se lo llevaron. 
Desgraciadamente Sunny es obligada a regresar a Corea del Sur por sus padres, cuando Zeke se enteró le dijo que se iría con ella, sin embargo Sunny decidió irse sola. No mucho después Zeke conoció a Mia Zannis y descubre que está involucrada está involucrada en un grupo de activismo a favor de los animales. Juntos planean entrar ilegalmente a un centro de pruebas, sin embargo cuando la alarma suena Zeke es capturado por la seguridad y arrestado por allanamiento de morada.
En el 2010 durante su comparecencia ante el tribunal Zeke discute con el juez y es enviado a la cárcel por desacato. Cuando regresa a la corte es sentenciado a 6 meses de buen comportamiento. Poco después Paul Robinson compra PirateNet, lo convierte en una estación de radio comercial y hace a su esposa Rebecca Napier CEO, Rebecca le pide a Zeke que sea el director del programa y el acepta, sin embargo no está contento promoviendo los productos.
Más tarde mientras se encuentra haciendo servicio comunitario Zeke se encuentra de nuevo con Mia. Mia comienza a traspasar documentos que contienen la locación de donde se realizan los ensayos con los animales a la computadora de Zeke y le dice al detective que va a encontrar la evidencia que necesita para detener a Zeke; cuando Zeke con la ayuda de Donna Freedman, descubre que Mia llegó a un acuerdo con el detective Alec Skinner para hacer que Zeke confiece que él es el jefe del grupo de los activistas, Zeke decide dejar de proteger a Mia y le revela a Skinner que la verdadera líder del grupo era ella y que está dispuesto a testificar en su contra.
Zeke comienza a preocuparse por la salud de Susan cuando esta comienza a recibir amenazas, así que decide unirse con Libby para averiguar quien estaba detrás de ellas, pronto descubren que el responsable es el tutor de Susan en la universidad. Cuando Paul vende PirateNer a la escuela, Zeke decide enseñarles a los estudiantes a utilizar el equipo. Pensando que fue dejado afuera de los planes de la boda de Donna y Ringo, Zeke les pregunta si puede hacerse cargo de la fiesta de soltero de Ringo, sin embargo Ringo le dice que Declan ya se está haciendo cargo.
Zeke decide hablar con Toadie y le dice que haga algo, Declan ocupado con tanto trabajo acepta que Zeke se haga cargo, en el bar Zeke, Ringo, Lucas Fitzgerald y Michael Williams hacen una apuesta, el que obtenga el número de la primera chica que entre gana. Poco después Poppy y su prima Ruby Rogers entran al bar y Zeke y Ringo van a presentarse. Zeke les dice que su hermana asiste a una universidad en el Reino Unido y Poppy piensa que se refiere a Oxford, sin embargo el plan no resulta y Michael termina ganando la apuesta cuando Ruby le da su número. Poco después Zeke y Ringo ayudan a Karl Kennedy a escoger un regalo para su aniversario de boda con Susan. 
Cuando Ringo muere después de ser atropellado por Stephanie Scully, Zeke queda devastado ya que pierde a su mejor amigo. Más tarde se ofrece como voluntario para ayudar al equipo del comité social de la escuela Erinsborough High.
Poco después en el 2011 Zeke le dice a Donna que Ringo envió su solicitud para entrar a la escuela de modas en Nueva York en su nombre, por lo que Zeke, Declan y Kate la animan a ir. Cuando Zeke conoce a Jade Mitchell, la hermana de Sonya Mitchell e intenta coquetear con ella pero sin éxito, poco después Jade le dice a Zeke que Sophie Ramsay tiene un enamoramiento con él y lo aconseja a que hable con ella, Zeke busca consejos de Declan y Toadie Rebecchi, sin embargo decide hablar con Sophie y decirle que no va a pasar nada entre ellos. 
Cuando Zeke encuentra a Summer Hoyland en PirateNet le pide que sea su coanfitriona en el show, ahí Zeke le cuenta que había solicitado obtener una oportunidad para hacer un semestre en la Escuela de Economía de Londres y que lo habían aceptado. Más tarde Lisa Devine comienza un rumor diciendo que Zeke y Summer estaban saliendo por lo que Zeke le dice a Summer que debían evitar que la gente los viera juntos para que el rumor dejara de sonar.
Poco después Zeke se va de Erinsborough para asistir a la Escuela de Londres.
Zeke regresa a Erinsborough el 7 de abril del 2014 para visitar a Susan y Karl, también para sorprender a Kate por su cumpleaños, sin embargo queda devastado cuando Kate recibe un disparo el mismo día y muere. Cuando Karl le comenta a Susan que Zeke había estado actuando sospechosamente le dice que creía que Zeke iba a revelar que le gustaban los hombres, sin embargo cuando lo confrontan Zeke les dice que estaba comprometido con una joven británica llamada Victoria "Vic" Elmahdi y finalmente les revela que se estaba casando con Vic para poder obtener una visa permanente y así quedarse en Londres con ella, poco después de la boda la pareja regresa a Londres.